# Лоу, Ханна
Ханна Лоу (род. 1976, Илфорд, Большой Лондон) — британская писательница, известная своим сборником стихов Chick (2013), мемуарами Long Time, No See (2015) и исследованиями, посвященными судну HMT Empire Windrush и послевоенной карибской миграции в Великобританию. Книга The Kids 2021 года получила премию Costa Book of the Year.

## Биография
Лоу родилась в 1976 годув Илфорде. Изучала американскую литературу в Университете Сассекса, получила степень магистра по изучению беженцев и впоследствии защитила докторскую диссертацию по творческому письму в Ньюкаслском университете. Преподавала английскую литературу в одной из лондонских школ, затем преподавала творческое письмо в Университете Оксфорд Брукс и Кингстонском университете. Сейчас она читает лекции в Университете Брунеля.
В 29 лет Лоу начала писать стихи после смерти её ямайско-китайского отца и инсульта у матери-англичанки, позже она вспоминала: «Я подавляла в себе много горя в течение длительного периода времени, и поэзия… открыла дверь для этой боли. Я обнаружила, что могу возвращаться к прошлому в своих стихах, сдерживать его или даже изменять».
По совету Джона Глендея на курсах в 2010 году Лоу начала писать о своем отце, который приплыл с Ямайки в Британию на корабле SS Ormonde в 1947 году, что привело к созданию ее дебютного поэтического сборника Chick, опубликованного в 2013 году. Книга вошла в шорт-лист премий Forward и Fenton Adelburgh First Collection Prize. В сентябре 2014 года Poetry Book Society включило Лоу в список поэтов нового поколения, публикуемых каждое десятилетие.
Мемуары Лоу Long Time, No See были опубликованы в июле 2015 года и вошли в программу BBC Radio 4 «Book of the Week». Лоу называет Джерарда Мэнли Хопкинса, Энн Секстон и Марка Доти в качестве источников вдохновения.
Её сборник «Дети» был опубликован издательством Bloodaxe в 2021 году. В том же году он был включён в шорт-лист премии Т. С. Элиота.
Книга сонетов Лоу «Дети» была основана на её 10-летнем опыте преподавания в шестом классе лондонского City and Islington College в 2000-х годах, а также на её собственном опыте как подростка и матери. В интервью The Guardian она говорит: «Я пыталась дестабилизировать отношения между учителем и учеником — идею о том, что учитель должен передавать знания, а ученик должен быть пассивным их восприемником. В классе для меня такого не было». Рецензент Irish Times отметил, что «сила использования Лоу сонета сродни контролю над классом — форма удерживает и напрягает бурлящую энергию учеников и учителя. The Kids — честная и умная книга». The Kids получила премию Коста в области поэзии в 2021 году.
В мае 2022 года были опубликованы два новых поэтических сборника Лоу — Old Friends и Rock, Bird, Butterfly.
В 2022 году Лоу был избран членом Королевского литературного общества.